# 沖縄市立山内小学校
沖縄市立山内小学校（おきなわしりつ やまうちしょうがっこう）は、沖縄県沖縄市山内二丁目にある公立小学校。

## 沿革
- 1971年（昭和46年）9月1日 - 中の町小学校と北谷小学校から校区を分離し、コザ教育区立山内小学校として開校。
- 1972年（昭和47年）5月15日 - 沖縄復帰により、コザ市立山内小学校と改称。
- 1974年（昭和49年）4月1日 - コザ市と美里村合併により、沖縄市立山内小学校と改称。
- 1995年（平成7年）12月25日 - オープンシステム構想に基づいた校舎の全面改築が行われ、新校舎完成。
- 1998年（平成10年）10月17日 - 山内小のモニュメント作成。
- 2001年（平成13年）11月17日 - 創立30周年記念式典挙行し、祝賀会開催。
- 2014年（平成26年）3月17日 - 体育館落成集会開催。
- 2021年（令和3年）12月4日 - 創立50周年記念式典挙行[1]。ただし、新型コロナウイルス感染拡大の影響で規模を縮小した。

## 通学区域
出典
- 山内1丁目（全域）
- 山内2丁目（全域）
- 山内3丁目（全域）
- 山内4丁目（全域）
- 南桃原1丁目（全域）
- 南桃原2丁目（全域）
- 南桃原3丁目（1番～31番、33番～36番）
- 山里1丁目（1番、3番～5番、6番1号、6番3号、6番5号、6番8号、6番14号～6番16号、6番39号、7番～10番、12番～24番）
- 山里2丁目（全域）
- 山里3丁目（全域）
- 諸見里3丁目（26番1号～26番9号）

以下の地域は北谷小学校委託調整区域となる。
- 南桃原3丁目（32番、37番～40番）
- 南桃原4丁目（全域）

## 進学先中学校
出典
- 沖縄市立山内中学校
- ただし、北谷小学校委託調整区域内の児童で、北谷小学校を修了した場合は、希望者のみ北谷中学校へ進学することが可能。

## 周辺
- 沖縄市立山内幼稚園 - 敷地が隣接、かつ進学前幼稚園のひとつ。
- 沖縄市立山内中学校 - 沖縄市道をはさんで敷地が隣接、かつ主な進学先中学校。
- 沖縄市南桃原公民館
- ももやま保育園（認可外保育園） - 進学前保育園のひとつ。
- 山里郵便局
- 沖縄県立球陽中学校・高等学校
- 沖縄県運転免許センター中部支所
- 沖縄自動車道
- 沖縄県道85号沖縄環状線 - 学校付近では、沖縄道に平行する。
- 北谷町立北谷幼稚園 - 所在地は沖縄市南桃原4丁目。
- 北谷町立北谷小学校 - 北谷幼稚園に隣接。
- このほか、山内公園などの公園や中小規模の医療機関も点在する。
- また、北谷町との境も近い。

## アクセス
- 山内中学校前／桃山バス停下車
  - 27系統／75系統（山内中学校前のみ経由）／112系統／113系統（バス運行会社は各項目を参照）